# Don Juan (postać fikcyjna)

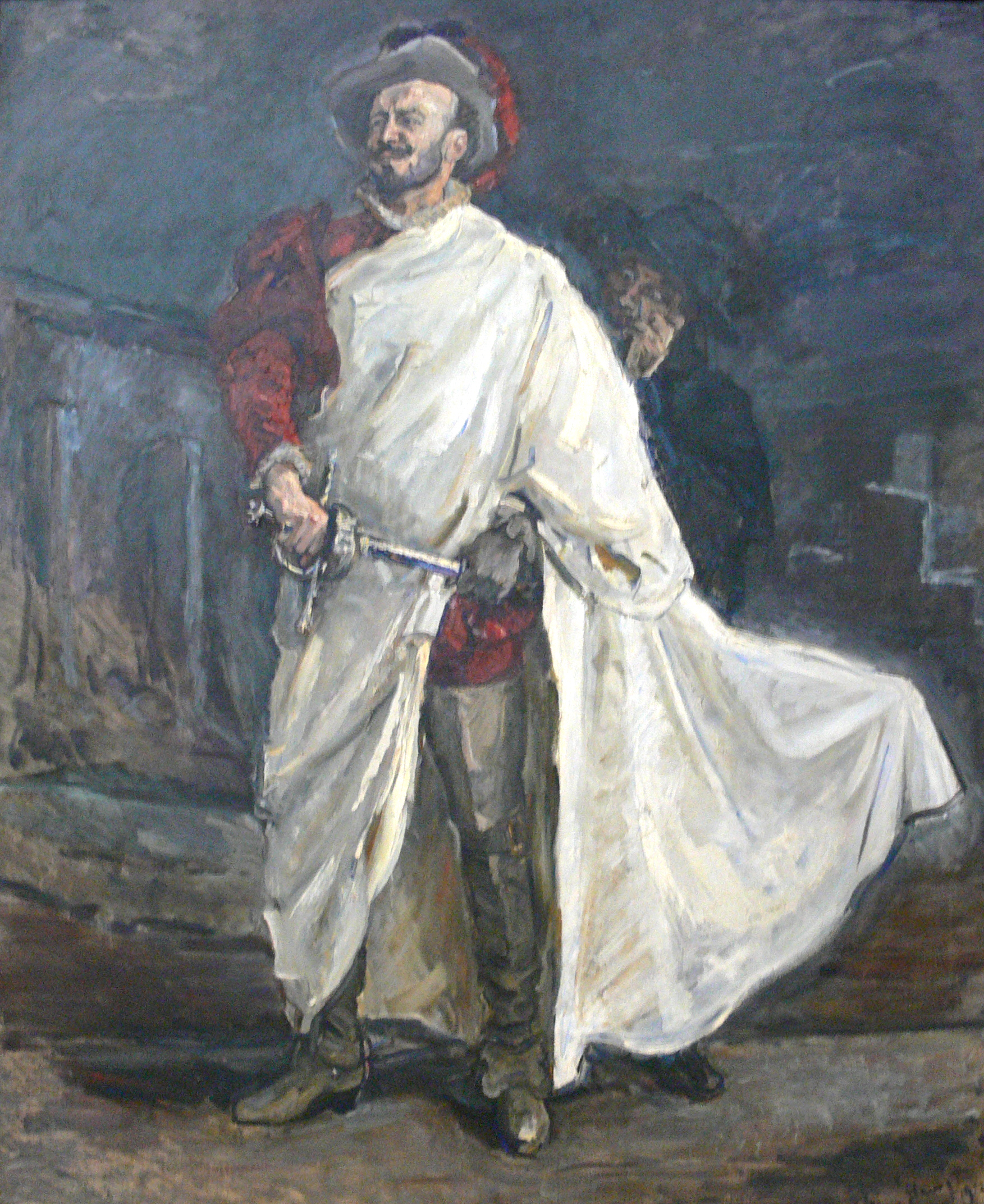
Francisco d’Andrade jako Don Juan w operze Mozarta Don Giovanni, obraz Maxa Slevogta

Don Juan Tenorio – legendarny szlachcic hiszpański, żyjący w Sewilli w XVI wieku. Słynął z urody, uroku osobistego, ale także z przedmiotowego traktowania kobiet i egoizmu. Jego postać zainspirowała dramaturga Tirso de Molina, który wprowadził ją do literatury w 1630 r. w swoim utworze dramatycznym Zwodziciel z Sewilli i kamienny gość.
Postać Don Juana inspirowała także późniejszych twórców, którzy różnili się w interpretacji tej postaci. Najsłynniejsze dzieła poświęcone Don Juanowi to:
- Zwodziciel z Sewilli i kamienny gość – dramat Tirso de Moliny z 1630 r.
- Don Juan – dramat Moliera z 1665 r.
- Don Juan, czyli Kamienny Gość – balet Christopha Willibalda Glucka z 1761 r.
- Don Giovanni – opera Mozarta z 1787 r.
- Don Juan – poemat George'a Byrona z lat 1819–1823.
- Czyśćcowe dusze – opowiadanie Prospera Mériméego z 1834 r.
- Don Juan de Marana – dramat Alexandre’a Dumasa z 1835
- Don Juan Tenorio – dramat Joségo Zorrilli z 1844 r.
- Don Juan w piekle – wiersz Charles’a Baudelaire’a
- Don Juan Poznański – poemat dygresyjny Ryszarda Berwińskiego z 1844 r.
- Miguel Mañara – misterium Oskara Miłosza z 1912 r.
- Don Juan – amerykański film w reż. Alana Croslanda z 1926 r.
- Przygody Don Juana – amerykański film w reż. Vincenta Shermana z 1948 r.
- Mężczyźni myślą tylko o tym – francuski film komediowy z 1954 r.
- Don Juan – szwedzki film telewizyjny w reż. Ingmara Bergmana z 1965 r.
- Gdyby Don Juan był kobietą – francusko-włoski film w. reż. Rogera Vadima z 1972 r.
- Don Juan – francusko-hiszpańsko-niemiecki film w reż. Jacques’a Webera z 1998 r.
- Don Juan DeMarco – amerykański film w reż. Jeremy’ego Levena z 1995 r.